# Звіт «Жива планета»
Звіт «Жива планета» публікується кожні два роки Всесвітнім фондом природи з 1998 року. Він ґрунтується на Індексі живої планети та розрахунках екологічного сліду.
Звіт «Жива планета» — це провідний у світі науково обґрунтований аналіз стану здоров'я нашої планети та впливу людської діяльності на неї. Потреби людства перевищують здатність Землі підтримувати нас.
У звіті за 2018 рік йдеться про «зменшення на 60 % чисельності популяцій» хребетних видів у період з 1970 по 2014 рік. У тропіках Південної та Центральної Америки втрати склали 89 % порівняно з 1970 роком. Ці твердження були розкритиковані деякими дослідниками, зокрема, дослідницькою групою на чолі з Брайаном Люном та Марією Дорнелас.
Звіт 2018 року закликає до нових цілей на період після 2020 року поряд з цілями Конвенції про біологічне різноманіття, Паризької кліматичної угоди та Цілей сталого розвитку. У звіті 2020 року йдеться про необхідність системних змін, щоб зупинити знищення глобальних популяцій диких тварин, включаючи повну перебудову галузей виробництва і споживання продуктів харчування, а також зробити глобальну торгівлю більш стійкою і повністю виключити вирубку лісів з глобальних ланцюгів поставок.
У доповіді за 2022 рік зазначено, що хребетні дикі тварини — найпопулярніші види.

## Видання
Перша версія звіту «Жива планета» була опублікована у 1998 році. Наступні версії — у 1999, 2000, 2002, 2004, 2006, 2008, 2010, 2012, 2014, 2016, 2018 та 2020 роках.